# قلعه جوانشیر
قلعه جوانشیر (به ترکی آذربایجانی: Cavanşir qalası) دژ دفاعی واقع در ساحل راستی رود «آغجاچای» در ۴ کیلومتری روستای تالستان در شهرستان اسماعیل‌لی جمهوری آذربایجان می‌باشد. قلعه از سوی حکمرانی به نام «جوانشیر» در دوران سلطنت سلسلهٔ مهرانیان بر آلبانیای قفقاز بنا گردیده‌است.

## ویژگی‌های معماری قلعه
قلعه جوانشیر با استفاده از آهک و سنگ‌های رودخانه ای ساخته شده‌است. مساحت کل قلعه حدود ۱٫۵ تا ۲ هکتار است، که به یک قلعه و قلعه داخلی معروف به «نارین قلعه» در خود جای داده‌است.
این مجموعه شامل قسمت اصلی و «قلعهٔ درونی» است. «قلعهٔ درونی» که شکلی چند ضلعی دارد، روی بالاترین نقطه کوه ساخته شده‌است. در بسیاری از جاها فقط پایه‌هایی از آن باقی مانده‌است. دیوارهای «قلعهٔ درونی» تا کنون پابرجا نماده و تخریب شده‌است.
پهن دیوار جنوبی قسمت اصلی ۲ متر و ارتفاع آن بیش از ۱۰ متر است. دیوارهای غربی بر اثر زمین‌لغزش‌ها به‌طور کامل ویران شده‌اند.
مجتمع دفاعی دربردارندهٔ ۶ برج استد، که بلندی هر یک از آنها به ۸ متر می‌رسد. در نوک شمالی قلعه، دیواری به عرض ۲ متر و لبه ای به طول ۵۰ متر وجود دارد. دیوار با یک برج سلیندری شکل تکمیل می‌شود. در ورودی به قلعه تنها از طرف جنوب است، که فقط جای دروازه ای با عرض ۲٫۵ متر از آن به جای مانده‌است.
طرح دقیق این قلعه برای اولین بار از سوی پروفسور، دکتر علوم جغرافیایی، «رمضان تاروردیف» در سال ۱۹۶۳ ترسیم شده‌است.